# Pasupatibrug
Pasupatibrug of Pasupativiaduct is een tuibrug in Bandung, Indonesië. De 2,8 kilometer lange brug verbindt het noorden en oosten van de stad.
De Pasupatibrug is een van de iconen van de stad van Bandung. De bouw is gefinancierd middels een subsidieregeling van de regering van Koeweit.
De brug verbindt Jalan Pasteur (Dr. Djundjunan) met Jalan Surapati en is gebouwd om het verkeer te ontlasten.